# Egham Hythe
Egham Hythe è un paese di 6 345 abitanti della contea del Surrey, in Inghilterra.